# Toftum (Gauerslund Sogn)
 For alternative betydninger, se Toftum. (Se også artikler, som begynder med Toftum)
Toftum er en lille by i Gauerslund Sogn, Vejle Kommune i Syddanmark mellem Vejle og Fredericia. Byen er de seneste år så godt som vokset sammen med nabobyen Gauerslund. Der er i alt 6 huse og et gartneri i Toftum. Desværre står det ene hus tomt, og gartneriet blev nedlagt i 2008.
|  | Denne artikel om lokaliteten Toftum (Gauerslund Sogn) kan blive bedre, hvis der indsættes et (bedre) billede. Du kan hjælpe ved at afsøge Wikimedia Commons for et passende billede eller lægge et op på Wikimedia Commons med en af de tilladte licenser og indsætte det i artiklen. |

55°39′10″N 9°38′58″Ø / 55.6528°N 9.6494°Ø